# Praça Baquedano

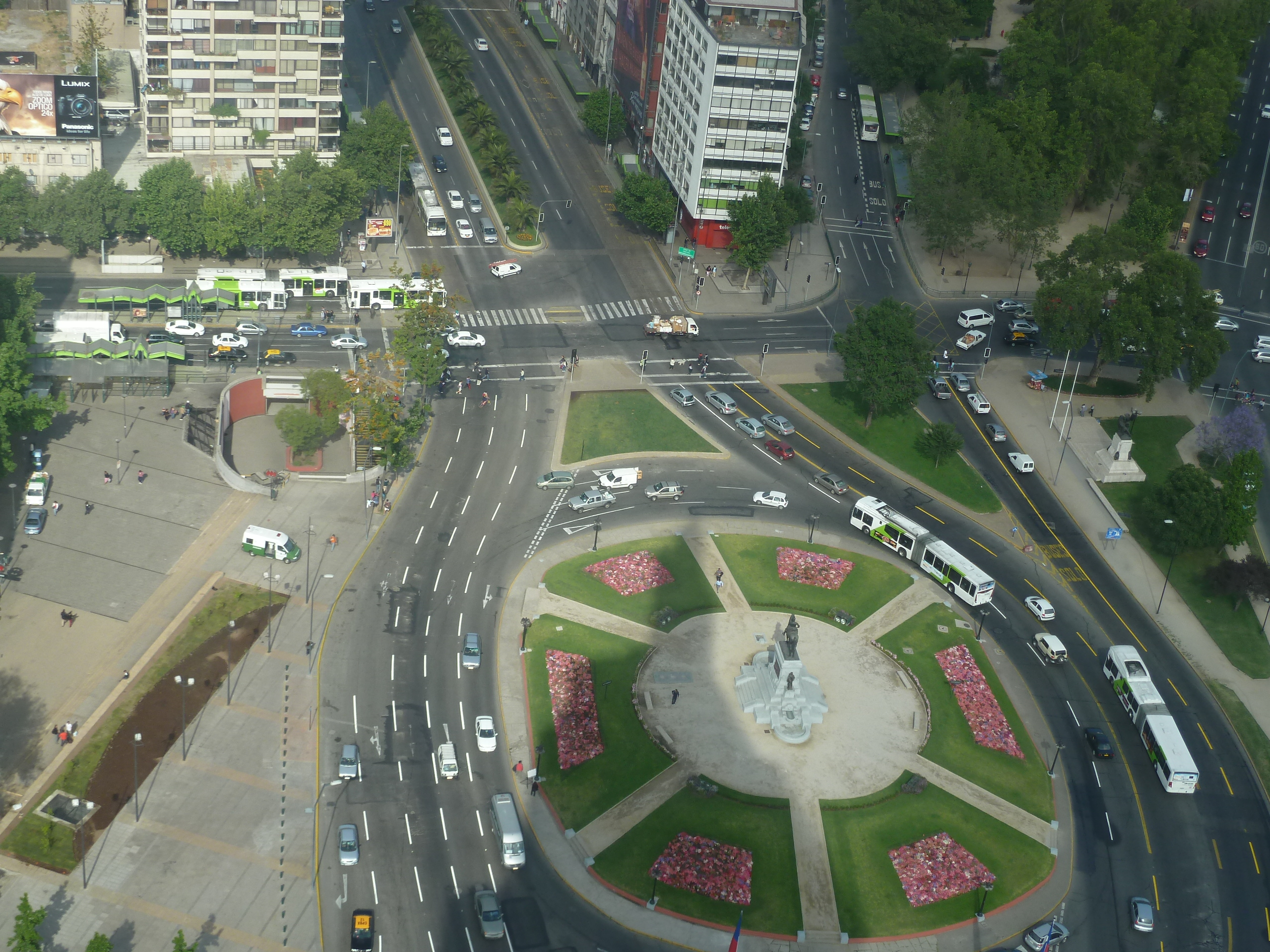
Plaza Baquedano.

A Praça Baquedano é uma praça de forma oval no centro da cidade de Santiago do Chile, na divisa dos municípios de Santiago, a oeste, Recoleta pelo noroeste e Providencia, a leste. 
É um ponto de convergência rodoviário, ferroviário e manifestação social, também simboliza a fronteira entre a classe rica de Santiago no leste e da classe trabalhadora para o oeste. É popularmente conhecido como Plaza Italia, o nome de uma praça nas proximidades.